# 독일 주간평론

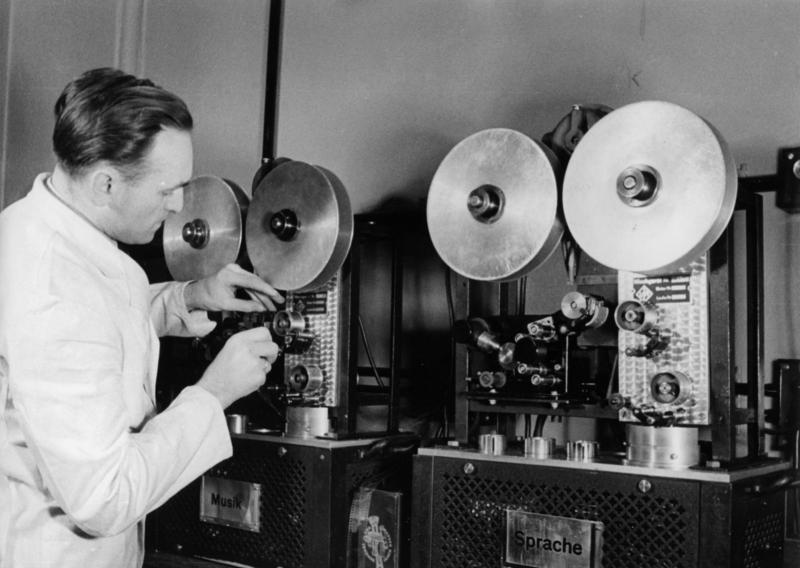
제작실.

독일 주간평론(독일어: Die Deutsche Wochenschau)은 나치 독일에서 1940년부터 제2차 세계 대전 종전(1945년 3월 22일) 때까지 틀어주던 뉴스 영화 제목이다. 전시 나치 선전의 중요 축을 형성했다. 오늘날에도 나치 시기의 시청각 자료의 주요 출처로 사용되고 있다.